# Marc Ounemoa
Marc Ounemoa (né le 27 janvier 1973 en Nouvelle-Calédonie) est un ancien joueur de football français (international néo-calédonien), qui évolué au poste de gardien de but.
Il est aujourd'hui entraineur des gardiens de l'équipe de Nouvelle-Calédonie.

## Biographie

### Carrière en sélection
Avec l'équipe de Nouvelle-Calédonie, il joue 12 matchs (pour aucun but inscrit) entre 2007 et 2012. 
Il figure dans le groupe des sélectionnés lors des Coupes d'Océanie de 2008 et de 2012, où son équipe atteint à chaque fois la finale.

## Palmarès
Nouvelle-Calédonie
- Coupe d'Océanie :
  - Finaliste : 2008 et 2012.